# Berezna
Berezna (en ucraïnès: Березна, en rus: Бере́зна) és un assentament de tipus urbà al raion de Txernihiv, província de Txernihiv, Ucraïna.
Acull l'administració de l'assentament de la hromada de Berezna, un dels hromades d'Ucraïna.
Població: 4.338 (2022) 
Berezna es troba a la vora del riu Krasilovka, un afluent dret del Desnà.
Fins al 18 de juliol del 2020, Berezna pertanyia al Raion de Mena. El raion va ser abolit el juliol del 2020 com a part de la reforma administrativa d'Ucraïna, que va reduir el nombre de raions de l'oblast de Txerníhiv a cinc. L'àrea del raion de Mena es va dividir entre els raions de Txerníhiv i Koriukivka, i Berezna es va traslladar al raion de Txerníhiv.

## Economia

### Transport
Berezna es troba a l'autopista H27, que connecta Txerníhiv i Novhorod-Siverski. Una carretera bifurca al nord cap a Snovsk amb més accés a Koriukivka i Horodnià.